# Play: The B-Sides
Albums de Moby
Play
(1999) 18
(2002)
Play: The B-Sides est une compilation de Moby, parue pour la première fois en 2000. En effet, le disque a d'abord été distribué en édition limitée avec l'album Play, avant d'être édité séparément et mis en vente le 27 juillet 2004.
L'œuvre rassemble une série de « faces B », que Moby n'a pas retenues pour la réalisation de son précédent album, les trouvant mal appropriés. Cependant, comme il aimait particulièrement ces morceaux, l'artiste a tout de même souhaité les faire paraître. L'ambiance de Play se retrouve sur l'ensemble des compositions, certains B-Sides possédant parfois des mélodies similaires.
Le morceau Memory Gospel est utilisé dans le film Get Carter durant la scène d’enterrement alors que Flower peut être entendu dans 60 secondes chrono.
La mélodie du morceau Running est un recyclage de son remix de la chanson Dead Man Walking (1997) de David Bowie.

## Liste des titres
| 1.    | Flower                      | 3:25 |
| 2.    | Sunday                      | 5:03 |
| 3.    | Memory Gospel               | 6:42 |
| 4.    | Whispering Wind             | 6:02 |
| 5.    | Summer                      | 5:58 |
| 6.    | Spirit                      | 4:08 |
| 7.    | Flying Foxes                | 6:16 |
| 8.    | Sunspot                     | 6:49 |
| 9.    | Flying Over the Dateline    | 4:47 |
| 10.   | Running                     | 7:05 |
| 11.   | The Sun Never Stops Setting | 4:19 |
| 60:34 |                             |      |